# العلاقات النرويجية السويسرية
العلاقات النرويجية السويسرية هي العلاقات الثنائية التي تجمع بين النرويج وسويسرا.

## مقارنة بين البلدين
هذه مقارنة عامة ومرجعية للدولتين:
| وجه المقارنة                                              | النرويج                                                   | سويسرا                                                                                      |
| --------------------------------------------------------- | --------------------------------------------------------- | ------------------------------------------------------------------------------------------- |
| المساحة (كم2)                                             | 385.21 ألف                                                | 41.28 ألف                                                                                   |
| عدد السكان (نسمة)                                         | 5.33 مليون                                                | 8.21 مليون                                                                                  |
| الكثافة السكانية (ن./كم²)                                 | 13.84                                                     | 198.89                                                                                      |
| العاصمة                                                   | أوسلو                                                     | برن                                                                                         |
| اللغة الرسمية                                             | بوكمول، لغات السامي، نينوشك، اللغة النرويجية              | اللغة الألمانية، اللغة الإيطالية، لغة فرنسية، اللغة الرومانشية، الألمانية السويسرية الموحدة |
| العملة                                                    | كرونة نروجية                                              | فرنك سويسري                                                                                 |
| الناتج المحلي الإجمالي (بليون دولار)                      | 398.83 مليار                                              | 678.89 مليار                                                                                |
| الناتج المحلي الإجمالي (تعادل القوة الشرائية) بليون دولار | 322.23 مليار                                              | 518.07 مليار                                                                                |
| الناتج المحلي الإجمالي الاسمي للفرد دولار أمريكي          | 74.40 ألف                                                 | 80.94 ألف                                                                                   |
| الناتج المحلي الإجمالي للفرد دولار أمريكي                 | 65.61 ألف                                                 | 59.54 ألف                                                                                   |
| مؤشر التنمية البشرية                                      | 0.944                                                     | 0.930                                                                                       |
| رمز المكالمات الدولي                                      | +47                                                       | +41                                                                                         |
| رمز الإنترنت                                              | .no                                                       | .ch، .swiss ‏                                                                                |
| المنطقة الزمنية                                           | ت ع م+01:00، ت ع م+02:00، توقيت وسط أوروبا، أوروبا/أوسلو ‏ | توقيت وسط أوروبا، ت ع م+01:00، ت ع م+02:00، أوروبا/زيورخ ‏                                   |

## منظمات دولية مشتركة
يشترك البلدان في عضوية مجموعة من المنظمات الدولية، منها:
| علم المنظمة | اسم المنظمة                               | تاريخ انضمام النرويج | تاريخ انضمام سويسرا |
| ----------- | ----------------------------------------- | -------------------- | ------------------- |
|             | مؤسسة التمويل الدولية                     | 20 يوليو 1956        | 29 مايو 1992        |
|             | يونسكو                                    | 4 نوفمبر 1946        | 28 يناير 1949       |
|             | مجموعة أستراليا                           | 1986                 | 1987                |
|             | اتحاد المدفوعات الأوروبي ‏                 | ?                    | ?                   |
|             | مجموعة الموردين النوويين                  | ?                    | ?                   |
|             | الوكالة الدولية للطاقة                    | ?                    | ?                   |
|             | مؤسسة التنمية الدولية                     | 24 سبتمبر 1960       | 29 مايو 1992        |
|             | منظمة التعاون الاقتصادي والتنمية          | ?                    | ?                   |
|             | المركز الدولي لتسوية المنازعات الاستشارية | 15 سبتمبر 1967       | 14 يونيو 1968       |
|             | رابطة التجارة الحرة الأوروبية             | ?                    | ?                   |
|             | وكالة ضمان الاستثمار متعدد الأطراف        | 9 أغسطس 1989         | 12 أبريل 1988       |
|             | منظمة حظر الأسلحة الكيميائية              | ?                    | ?                   |
|             | المنظمة الأوروبية لسلامة الملاحة الجوية   | 1994                 | 1992                |
|             | البنك الإفريقي للتنمية                    | 1963                 | ?                   |
|             | الأمم المتحدة                             | 27 نوفمبر 1945       | 10 سبتمبر 2002      |
|             | الاتحاد الدولي للاتصالات                  | 1866                 | 1866                |
|             | منظمة الشرطة الجنائية الدولية             | ?                    | ?                   |
|             | البنك الدولي للإنشاء والتعمير             | 27 ديسمبر 1945       | 29 مايو 1992        |
|             | منظمة الأمن والتعاون في أوروبا            | 25 يونيو 1973        | 25 يونيو 1973       |
|             | وكالة الفضاء الأوروبية                    | 30 ديسمبر 1986       | ?                   |
|             | الاتحاد البريدي العالمي                   | ?                    | ?                   |
|             | منظمة التجارة العالمية                    | 1995                 | ?                   |
|             | الفريق المعني برصد الأرض                  | ?                    | ?                   |
|             | بنك التنمية الآسيوي                       | 1966                 | 1967                |
|             | نظام تحكم تكنولوجيا القذائف               | 1990                 | 1992                |
|             | مجلس أوروبا                               | 5 مايو 1949          | ?                   |

## أعلام
هذه قائمة لبعض الشخصيات التي تربطها علاقات بالبلدين:
- جاكوب تانر (15 أكتوبر 1865 – 25 يناير 1964)
- ديبرا سكارليت (20 يوليو 1993 – )

## وصلات خارجية
- موقع وزارة الخارجية النرويجية
- موقع وزارة الخارجية السويسرية